# Nestorius
Nestorius, (græsk: Νεστόριος) var en græsk kirkelærer af den antiochenske skole, født i Germanicia i Syrien, og død omkring 440 e.Kr.. Han var munk og blev i 428 patriark i Konstantinopel.
Hans navn er knyttet til store kristologiske stridigheder, idet han fremsatte en ejendommelig lære om Kristi to naturer, en lære som efter ham har fået navnet nestorianismen, og som betegner den modsatte yderlighed af monofysitismen. De to naturer hos Kristus, den guddommelige og den menneskelige, må efter Nestorius’ mening bevare fuld selvstændighed trods deres tilstedeværelse hos samme person. Faderens Enbårne boede i mennesket Jesus som i et tempel eller i en klædning, og Maria kunne ikke kaldes Guds Moder (Θεοτόκος), men kun Kristi Moder (Χριστοτόκος), thi hun havde kun født det menneske, hvori den Enbårne ville tage bolig. Når evangelierne beretter om Jesu lidelser og død, gælder alt dette efter N.’s mening kun Jesu menneskelige natur; guddomsnaturen kunne ikke lide, og guddomsnaturen var heller ikke så nøje forbunden med menneskenaturen, at den kunne påvirkes af denne.
Konkordieformelen forklarede senere nestorianismen drastisk således, at N. sømmede naturerne sammen ligesom to brædder. Nestorianismen måtte føre til en opløsning af Kristi person i to personer, og den blev også straks stærkt angrebet, navnlig af Kyrillos i Alexandria, som både i dogmatisk og i kirkepolitisk henseende stod fjendtlig over for Nestorius, der dog fandt flere tilhængere inden or den antiochenske skole. Pave Celestin i Rom stillede sig på Kyrillos’ side. Kejser Theodosius II lod da sammenkalde en synode i Efesos 431, den tredje økumeniske, men Kyrillos og hans parti, som kom først til Mødet, konstituerede sig uden at afvente modpartens ankomst og udtalte straks fordømmelse over den. Da Nestorius nåede Efesos, holdt han et særskilt møde med sine venner, og her blev Kyrillos fordømt på grund af sin monofysitisme. Kejseren vaklede; men da de pavelige legater og mange af munkene stillede sig paa Kyrillos’ side, måtte han endelig lade Nestorius falde. Han blev forvist og døde i elendighed.
Nestorianismen forsvandt dog ikke med ham. Et stort parti hyldede den. 433 udsonede en del af partiet sig med Kyrillos, og efter Koncilet i Chalkedon 451, hvor både monofysitismen og nestorianismen blev fordømte, taber den i den græske kirke. Længere mod øst holdt den sig derimod: I Edessa (Şanlıurfa)  blomstrede den under biskopperne Ibas og Rabulas, men navnlig i Persien fandt den sikkert og fast tilhold. Nestorianerne her kaldte sig kaldæiske kristne, og de har holdt sig til vore dage (1920 ca.). En del af dem er nu gået ind på en union med Rom, men en del, der lever i Persien, Syrien og Mesopotamien, danner stadig en egen kirkeafdeling. De såkaldte Thomas-kristne i Indien, der dog nu er monofysitisk sindede, er måske oprindeligt udgåede fra de persiske nestorianere.